# WKW Wilk
WKW Wilk або WKW Tor — сучасна польська великокаліберна снайперська гвинтівка, виробництва Тарнувського механічного заводу. Назва «WKW Tor» розшифровується як Wielkokalibrowy Karabin Wyborowy (укр. великокаліберна снайперська гвинтівка). Модифікація для польської армії відома як WKW Tor. Гвинтівка була розроблена між 2000 і 2004 роками, і перші підрозділи польської армії отримали гвинтівки WKW Wilk/Tor приблизно 2005 року.
Великокаліберна снайперська гвинтівка WKW Wilk/Tor зібрана за схемою булпап із використанням ручного ковзного затвора. Живлення патронами здійснюється за допомогою знімних коробчатих магазинів. Гвинтівка оснащена відкидними та регульованими сошками та регульованим заднім моноподом. Стандартним оптичним прицілом Schmidt & Bender X3−12 P/MII, який розміщений на рейці Пікатінні над ствольною коробкою.

## Галерея

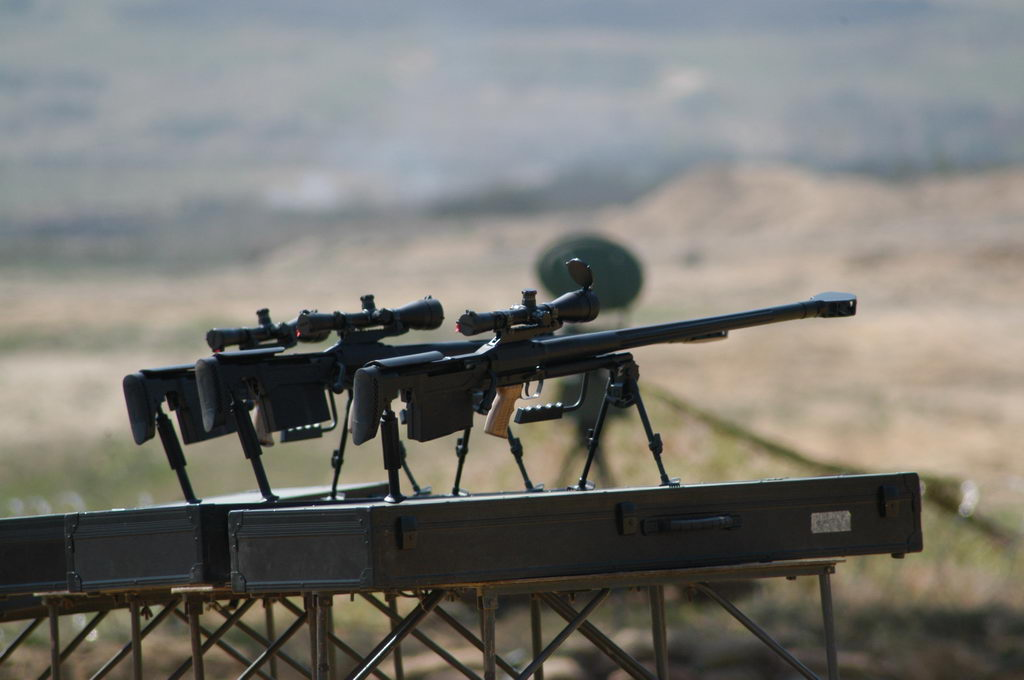
WKW Tor 12,7 мм на стрільбищі
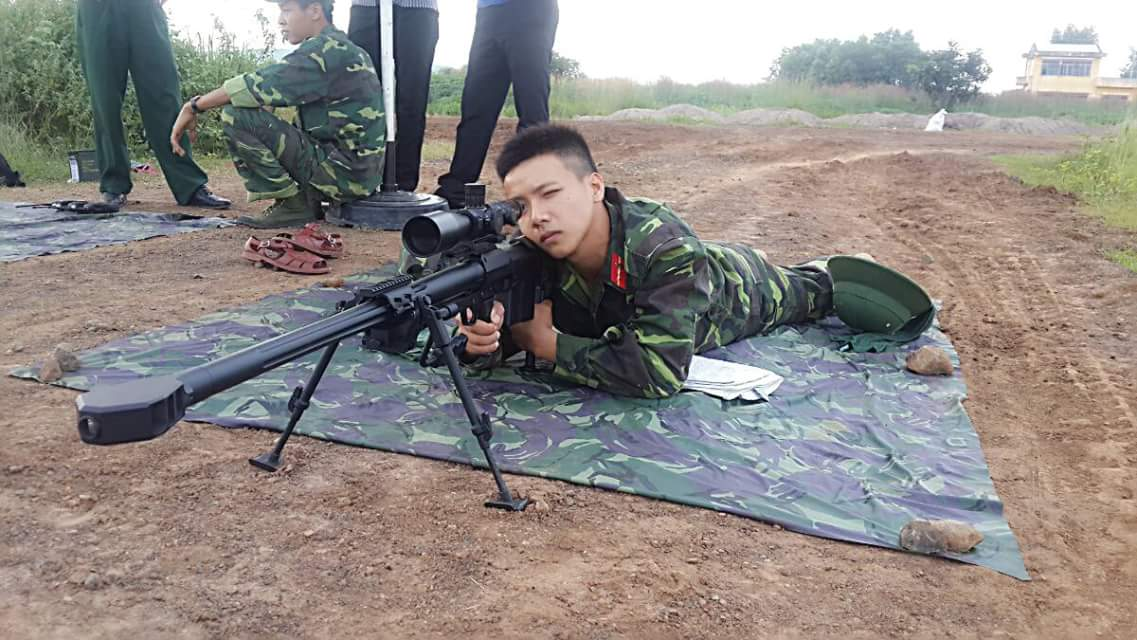
В'єтнамський солдат із WKW Wilk

## Оператори
- Польща: куплено близько 80 одиниць.
- Саудівська Аравія: куплено близько 15 одиниць.
- В'єтнам: куплено близько 50 одиниць.
- Україна: невідома кількість передана Польщею.[2]